# Kläppaängarnas naturvårdsområde
Kläppaängarnas naturvårdsområde är ett naturvårdsområde (sedan 1999 likställt med naturreservat) i Ljusdals kommun i Gävleborgs län.
Området är naturskyddat sedan 1998 och är 198 hektar stort. Reservatet ligger söder om Ljusdal mellan Ljusnan och  Hybosjön och består förutom av vatten och strandängar av lövskog av främst björk med inslag av barrskog.   